# Busland
Die Busland AG ist eine Tochtergesellschaft der BLS AG und ein Transportunternehmen im öffentlichen regionalen Personen- und Ortsverkehr mit 18 Buslinien auf einem Netz von über 200 km im Emmental und Oberaargau.

## Geschichte
Im Jahre 2006 wurde die Busland AG als Tochtergesellschaft der BLS gegründet. Der Geschäftssitz ist in Burgdorf. Die Busland AG besitzt 42 moderne Busse im selben Design wie auch bei der Bahn. Der Bus ergänzt auf den 18 Linien in den Regionen Burgdorf, Langnau, Huttwil und Sumiswald optimal die Bahn. Zusätzlich werden Bahnersatzleistungen bei Unterbrüchen der Bahn gefahren sowie in den Nächten von Freitag auf Samstag und Sonntag 3 Moonlinerdienste. In den Sommermonaten werden zudem Wanderbusse zu touristischen Zielen gefahren. Es kann auf der Webseite auch ein Bus für eine eigene Extrafahrt gemietet werden.
Mit der Garage Ilfis in Langnau i. E. betreibt man ein modernes Zentrum für Nutzfahrzeuge mit Prüfanlage, Tankstelle und Waschstrasse.

## Streckennetz

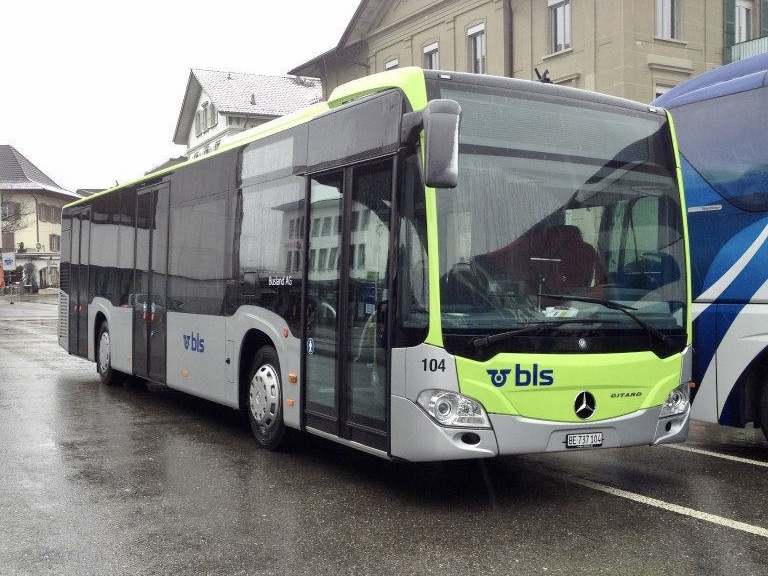
Citaro C2 Euro 5 Nr. 104 beim Bahnhof Burgdorf

Die Busland AG betreibt 18 Linien in den Regionen Burgdorf, Langnau und Sumiswald.
Zusätzlich werden auch noch Bahnersatze sowie 3 Moonlinerlinien gefahren.
Region Burgdorf
- 461 Burgdorf Bahnhof – Steinhof Bahnhof
- 462 Burgdorf Bernstrasse – Oberburg Geissrütti
- 463 Burgdorf Gyrischachen – Meiefeld
- 465 Fraubrunnen/Lyssach – Hasle-Rüegsau
- 466 Wynigen – Kirchberg – Burgdorf Bahnhof
- 467 Aefligen – Kirchberg – Burgdorf Spital
- 468 Burgdorf Bahnhof – Lueg

Region Langnau
- 271 Langnau i. E. – Röthenbach i.E. Chuderhüsli
- 281 Langnau i. E – Sonnenarena – Langnau i. E. – Friedhof
- 284 Ramsei Langnau i. E. – Fankhaus (– Mettlenalp)
- 285 Langnau i. E. – Gohl (– Lüdernalp – Wasen i. E.)
- 286 Langnau i. E. – Oberfrittenbach

Region Hasle-Rüegsau – Sumiswald – Huttwil
- 471 Hasle-Rüegsau – Affoltern-Weier
- 481 Sumiswald-Grünen – Wasen i. E.
- 482 Sumiswald-Grünen – Heimisbach
- 483 Sumiswald-Grünen – Huttwil
- 491 Huttwil – Eriswil
- 493 Huttwil – Wyssachen

Moonliner
- M14 Bern – Burgdorf – Hasle-Rüegsau – Sumiswald
- M20 Bern – Konolfingen – Langnau – Trubschachen

## Fahrzeuge

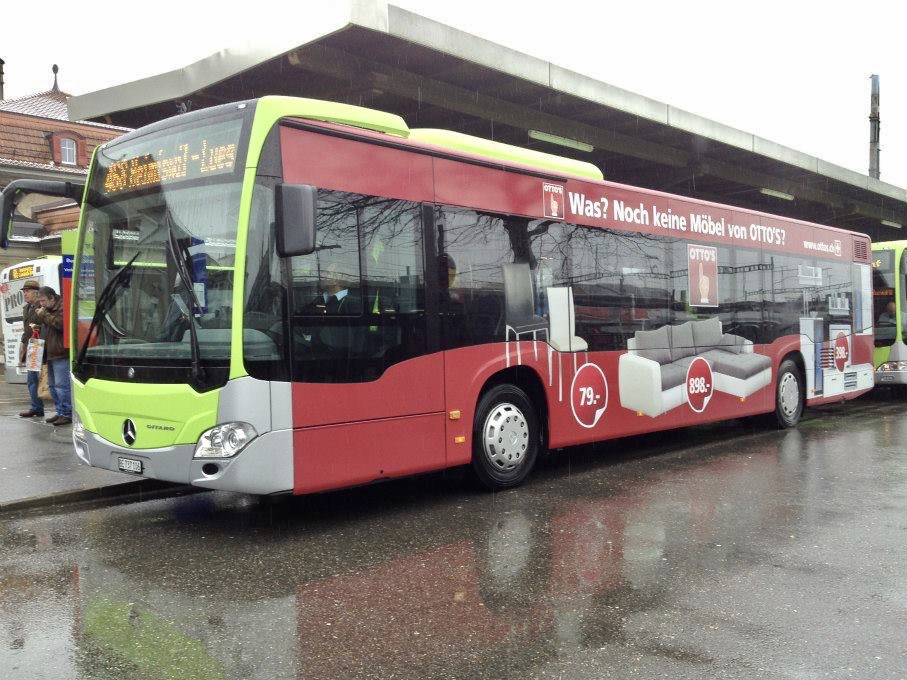
De C2 Euro 5 106 mit Otto’s Vollwerbung

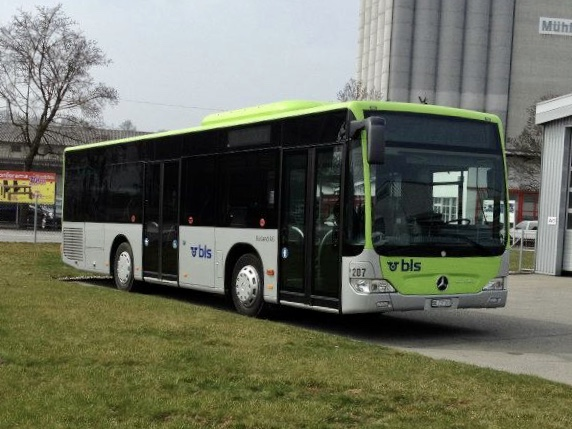
Citaro Facelift K 207 vor der Garage Burgdorf Buchmatt

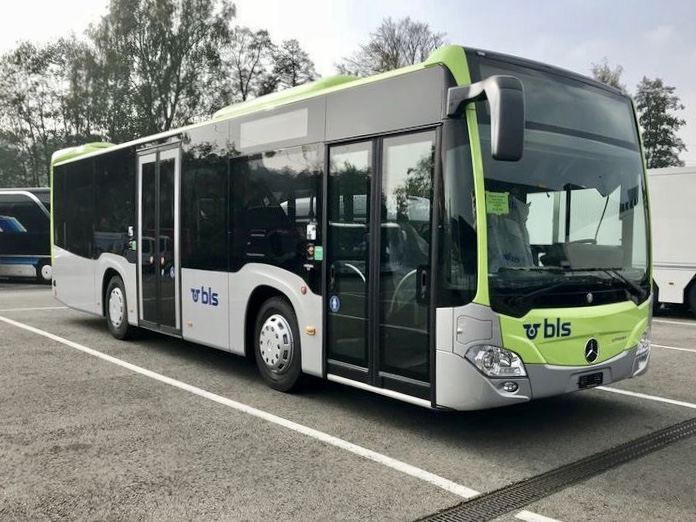
Ein neuer C2 K Hybrid bei Evobus in Bassersdorf

Die Busland AG hat 42 Busse verteilt auf 4 Garagen in Burgdorf, Langnau, Sumiswald und Huttwil.
In den letzten Jahren setzt man bei den neuen Busse auf Hybrid-Antrieb. Seit Mai 2020 besitzt die Busland AG ihre ersten zwei Gelenkbusse.
Diese werden seit Dezember 2022 hauptsächlich auf der Linie 466 eingesetzt.
| 17–19, 51–54     | Van Hool      | A330               | 2009–2010 | Wurden Ende Juli 2020 ausgemustert.                                                           |
| 101–108          | Mercedes-Benz | Citaro C2 Euro 5   | 2012      | Ab Januar 2023 ausrangiert                                                                    |
| 109–110, 114     | Mercedes-Benz | Citaro C2 Ü        | 2014–2016 |                                                                                               |
| 111–113, 115–118 | Mercedes-Benz | Citaro C2 Euro 6   | 2016      |                                                                                               |
| 119–121          | Mercedes-Benz | Citaro C2 Hybrid   | 2018      |                                                                                               |
| 122–125          | Mercedes-Benz | Citaro C2 Hybrid   | 2020      |                                                                                               |
| 126–131          | Mercedes-Benz | Citaro C2 Hybrid   | 2023      |                                                                                               |
| 201–208          | Mercedes-Benz | Citaro Facelift K  | 2012      | 208 Ende 2019 an RBS vermietet, später an RBS verkauft. Ende 2023 mit Ausrangierung begonnen. |
| 209–212          | Mercedes-Benz | Citaro C2 K Hybrid | 2018      | 2 Türen                                                                                       |
| 213–216          | Mercedes-Benz | Citaro C2 K Hybrid | 2023      | 3 Türen                                                                                       |
| 301–302          | Mercedes-Benz | Citaro C2 G        | 2020      | Hauptsächlich Linie 466, teils Bahnersatz                                                     |
| 401–402          | Mercedes-Benz | Sprinter City 65   | 2018      | Hauptsächlich Bahnersatz                                                                      |